# Ron Masak
Ron Masak (* 1. Juli 1936 in Chicago, Illinois; † 20. Oktober 2022 in Thousand Oaks, Kalifornien) war ein US-amerikanischer Schauspieler.

## Leben
Ron Masak studierte Schauspiel am Chicago City College und am Drama Guild. 1954 gab er sein Bühnendebüt und spielte in der Folge in unzähligen Theaterstücken. Ab Ende der 1950er-Jahre erfolgten zunächst kleinere Rollen in Fernsehserien, wobei er im Laufe seiner Karriere als Gastdarsteller an Serienklassikern wie Twilight Zone, Bezaubernde Jeannie, Verliebt in eine Hexe, Kobra, übernehmen Sie und Detektiv Rockford – Anruf genügt mitwirken sollte. Außerdem spielte er in rund 35 Kinofilmen, wenngleich nur in Nebenrollen. Des Weiteren trat er in zahlreichen Werbespots auf. Breitere Bekanntheit verschaffte ihm ab Mitte der 1980er-Jahre die wiederkehrende Rolle des Sheriffs Mort Metzger in der Krimiserie Mord ist ihr Hobby. Zuletzt wirkte Masak im Jahr 2020 am Film The Last Page of Summer mit.

## Privates
Sein Vater war Vertreter und Musiker. Masak war verheiratet, hatte sechs Kinder und zehn Enkel. Er lebte mit seiner Ehefrau Kay in Kalifornien.
Masak starb am 20. Oktober 2022 im Alter von 86 Jahren, nur neun Tage nachdem Angela Lansbury – die Hauptdarstellerin von Mord ist ihr Hobby – gestorben war.

## Filmografie (Auswahl)
- 1960: Twilight Zone (Fernsehserie, Folge 1x19 Die Farbe des Todes)
- 1967–1968: Der Mann von gestern (The Second Hundred Years, Fernsehserie, 2 Folgen)
- 1968: Die Monkees (The Monkees, Fernsehserie, 2 Folgen)
- 1968: Eisstation Zebra (Ice Station Zebra)
- 1968: Mini-Max (Get Smart, Fernsehserie, Folge 4x06)
- 1968: Second Effort
- 1968–1969: Bezaubernde Jeannie (I Dream of Jeannie, Fernsehserie, 2 Folgen)
- 1969: Der Mann mit dem Katzenkäfig (Daddy’s Gone A-Hunting)
- 1969–1970: Verliebt in eine Hexe (Bewitched, Fernsehserie, 5 Folgen)
- 1970: Tora! Tora! Tora!
- 1971: Evel Knievel
- 1971: The Marriage of a Young Stockbroker
- 1971: Der Chef (Ironside, Fernsehserie, Folge 5x01)
- 1971: Mary Tyler Moore (The Mary Tyler Moore Show, Fernsehserie, Folge 2x07)
- 1971: Kobra, übernehmen Sie (Mission: Impossible, Fernsehserie, Folge 6x12)
- 1971/1972: Owen Marshall – Strafverteidiger (Owen Marshall: Counselor at Law, Fernsehserie, 2 Folgen)
- 1972: Mannix (Fernsehserie, Folge 5x17)
- 1973: Love Thy Neighbor (Fernsehserie, 12 Folgen)
- 1974: The Man from Clover Grove
- 1974: Notruf California (Emergency!, Fernsehserie, Folge 4x10)
- 1974: Im Land der Saurier (Land of the Lost, Fernsehserie, Folge 1x16 Der Wirbelsturm)
- 1975: Barney Miller (Fernsehserie, Folge 2x10)
- 1975: Abenteurer auf der Lucky Lady (Lucky Lady)
- 1975–1978: Police Story (Fernsehserie, 6 Folgen)
- 1976: Damals im Regen (Woman in the Rain)
- 1976: Barnaby Jones (Fernsehserie, Folge 5x10)
- 1977: Detektiv Rockford – Anruf genügt (The Rockford Files, Fernsehserie, Folge 4x11)
- 1978: Laserkill – Todesstrahlen aus dem All (Laserblast)
- 1978: Irrtum ausgeschlossen (No Margin for Error, Fernsehfilm)
- 1978: Die Rache der blonden Hexe (Harper Valley PTA)
- 1978: Wonder Woman (Fernsehserie, Folge 3x08 Gefährlicher Urlaub)
- 1979: Supertrain (Fernsehserie, Folge 1x01)
- 1979/1981: Quincy (Quincy, M.E., Fernsehserie, 2 Folgen)
- 1980: Die Aliens kommen (The Aliens Are Coming, Fernsehfilm)
- 1981: Magnum (Magnum, P.I., Fernsehserie, Folge 1x06 Der gespielte Tod)
- 1982: Fleischklops und Spaghetti (Meatballs and Spaghetti, Fernsehserie, Sprechrolle)
- 1983: … und wenn der letzte Reifen platzt (Heart Like a Wheel)
- 1984: Kampf um Yellow Rose (The Yellow Rose, Fernsehserie, Folge 1x18)
- 1985: Falcon Crest (Fernsehserie, Folge 4x23)
- 1985: Remington Steele (Fernsehserie, Folge 4x05)
- 1985–1996: Mord ist ihr Hobby (Murder, She Wrote, Fernsehserie, 41 Folgen)
- 1987: Der Mann vom anderen Stern (Starman, Fernsehserie, Folge 1x15)
- 1987: Privatdetektiv Harry McGraw (The Law and Harry Mcgraw, Fernsehserie, Folge 1x01)
- 1989: Die große Herausforderung (Listen to Me)
- 1997: Mission Zukunft (When Time Expires, Fernsehfilm)
- 1998: Columbo: Das Aschenpuzzle (Ashes to Ashes, Fernsehreihe, Folge 10x12)
- 1998: Cop War – Mörderisches Doppelspiel (No Code of Conduct)
- 2006: Die Bankdrücker (The Benchwarmers)
- 2006: American Dragon (American Dragon: Jake Long, Fernsehserie, Folge 2x07, Sprechrolle)
- 2008: Cold Case – Kein Opfer ist je vergessen (Cold Case, Fernsehserie, Folge 6x09 Pin-Up-Girl)
- 2011: My Trip to the Dark Side
- 2014: Back to the Dark Side – Die dunkle Seite Hollywoods (My Trip Back to the Dark Side)
- 2020: The Last Page of Summer